# 던도크 FC
던도크 FC(Dundalk FC)는 아일랜드에 있는 던도크를 연고로 하는 축구 클럽이다. 이 팀은 1903년에 창단되었으며, 현재 리그 오브 아일랜드 프리미어 디비전에 참가하고 있다.

## 선수 명단

### 현역
참고: FIFA 자격 규정에 따라 소속된 국가대표팀 국기를 표시합니다. 선수는 복수의 FIFA 비회원국 국적을 가지고 있을 수 있습니다.
| 번호 | 포지션 | 국적     | 이름      |
| ---- | ------ | -------- | --------- |
| 10   | FW     | 알바니아 | 레오 각샤 |

| 번호 | 포지션 | 국적 | 이름 |
| ---- | ------ | ---- | ---- |

### 역대
틀:던도크 FC 선수 명단